# Nhà thi đấu Đại học Thể thao Quốc gia Đài Loan
Nhà thi đấu Đại học Thể thao Quốc gia Đài Loan (tiếng Trung: 國立體育大學綜合體育館; thường được gọi là Nhà thi đấu Lâm Khẩu do vị trí địa lý) là một nhà thi đấu đa năng nằm ở Quy Sơn, Đào Viên, Đài Loan. Nhà thi đấu nằm trong khuôn viên của Đại học Thể thao Quốc gia Đài Loan. Nhà thi đấu được sử dụng chủ yếu cho các trận đấu bóng rổ và bóng chuyền. Nhà thi đấu có sức chứa tối đa là 15.000 người cho 1 sự kiện thể thao.
Các nội dung thi đấu môn bơi lội và môn bóng nước của Đại hội Thể thao Sinh viên Thế giới Mùa hè 2017 đã được tổ chức tại đây.